# شرابة الحرير الفريمونتية
شرابة الحرير الفريمونتية (الاسم العلمي:Garrya fremontii) هي نوع من النباتات يتبع جنس شرابة الحرير من فصيلة شرابات الحرير.